# VecTex
| VecTex         |                               |
| Plataforma(s): | Windows, Linux                |
| Uso(s):        | Texturas SVG en Blender.      |
| Licencia:      | GNU GPLv2                     |
| Versión:       | 0.9 (28-02-2008)              |
| Sitio Web:     | Google Code - VecTex (inglés) |

VecTex es la abreviatura de "Vector Texture". Es un proyecto que se puede usar exclusivamente con Blender. VecTex es un Plugin para Blender. Lo que permite este Plugin es utilizar gráficos en formato vectorial (SVG) como texturas de los objetos 3D para las animaciones realizadas con Blender.
El proyecto no presenta novedades desde el 2008, en su página oficial de Google Code, navegando por el navegador de SVN no se puede acceder a ningún fichero a excepción de la documentación para la wiki. Ni en los ficheros ni en novedades aparece nada más reciente al 21 de diciembre de 2008, lo que podría indicar que el proyecto está totalmente paralizado. También existe la posibilidad de que se esté incluyendo el desarrollo dentro de Blender, ya que en las compilaciones no oficiales aparecidas en GraphicAll.org existen versiones que incorporaban VecTex como una característica integrada en vez de como un plugin externo.

## ¿Qué ofrece VecTex?
VecTex ofrece la posibilidad de utilizar un gráfico vectorial como textura de un objeto en tres dimensiones. Gracias al uso de unas  bibliotecas de código abierto llamadas AGG(Anti-Grain Geometry) y EXPAT recalcula en cada frame de la animación al tamaño óptimo al que se debe renderizar el gráfico SVG permitiendo así que en cada momento se vea en perfectas condiciones mostrando el máximo nivel de detalle posible sin perder calidad en ningún momento.
De momento hay versiones para Windows y Linux en forma pre-compilada y están disponibles los códigos fuente para quien quiera intentar compilar su propia versión en otros sistemas operativos. Además de ello se puede descargar un vídeo Demo, o de demostración.

## ¿Dónde puedo Encontrar VecTex?
El proyecto VecTex, al menos hasta el momento de escribir este artículo, se encuentra alojado aquí, formando parte "Google Code". Actualmente la última versión es la 0.9 y está publicado bajo la licencia GNU GPLv2.

## ¿Cómo uso VecTex?
El uso de VecTex es bastante sencillo. Lo primero que debemos hacer es elegir un objeto en Blender, asignarle un material o crear uno nuevo. Una vez hecho esto añadimos una textura. En el panel de Textura ponemos como tipo de textura "Plugin". Cuando esto lo hayamos hecho correctamente en Blender aparecerá un nuevo botón que nos permitirá "Cargar Plugin" (LOAD PLUGIN) y nos preguntara la ruta del archivo "vectex.so" que es el plugin. Una vez le indiquemos la ruta del plugin y Blender lo haya cargado correctamente aparecerán los nuevos botones correspondientes al plugin y una línea de texto donde escribir la ruta del archivo SVG que utilizaremos como textura. Una vez hechos todos los pasos anteriores la textura se podrá usar como cualquier otra textura de Blender, eligiendo usarla como color, "bump texture" o incluso aplicarle un mapeado UV sin problemas.